# William Frazer
William David Frazer (ur. 11 stycznia 1884 w Niagara Falls, zm. 17 sierpnia 1963 w Seattle) – amerykański strzelec, olimpijczyk.
Frazer wystąpił na Letnich Igrzyskach Olimpijskich 1924 w jednej konkurencji – pistolecie szybkostrzelnym z 25 m. Uplasował się na 11. miejscu, osiągając 3. wynik wśród amerykańskich strzelców.
W 1924 roku był majorem w US Army. Służył w obu wojnach światowych. Odszedł ze służby w stopniu pułkownika.

## Wyniki

### Igrzyska olimpijskie
| Igrzyska   | Konkurencja                   | Wynik   | Miejsce | Źródło |
| ---------- | ----------------------------- | ------- | ------- | ------ |
| Paryż 1924 | Pistolet szybkostrzelny, 25 m | 17 pkt. | 11      | [ 1 ]  |